# Attentat de Westminster
L’attentat de Westminster est une double attaque terroriste à la voiture bélier et à l'arme blanche qui s'est déroulée dans le quartier de Westminster, à Londres au Royaume-Uni, le 22 mars 2017, et qui est revendiquée par l'État islamique. Une première attaque a lieu sur le pont de Westminster vers 14 h 40, où une voiture renverse plusieurs passants, et la deuxième a lieu une minute après devant le Parlement, où le conducteur, descendu de sa voiture, poignarde mortellement un policier. Par la suite, l'assaillant est abattu par la police britannique.

## Contexte
Le Royaume-Uni fait partie de la coalition internationale qui combat l'État islamique depuis le 8 août 2014. En raison de cet engagement, le MI5 évalue à partir du 29 août 2014 la menace terroriste comme « grave » (échelon 4 sur une échelle de 5).  
Depuis le 24 mai 2014, quatre pays européens — la Belgique, la France, le Danemark et l'Allemagne — ont été touchés par des attentats commandités ou inspirés par l'État islamique. Chacun est, comme le Royaume-Uni, un membre de la coalition. L'attaque de Westminster intervient exactement un an après les attentats de Bruxelles.   
La coalition prend le contrôle en janvier 2017 de la partie Est de Mossoul, bastion de l'État islamique en Irak. Depuis février, la coalition mène une offensive dans la partie Ouest de la ville, dont elle contrôle un tiers en mars 2017.   
Le 13 mars 2017, le Parlement britannique autorise la Première ministre britannique Theresa May à invoquer l'article 50 du traité de Lisbonne pour lancer la sortie du Royaume-Uni de l'Union européenne. Dans un contexte de tensions politiques entre l'Écosse et l'Angleterre sur le Brexit, le Parlement écossais doit voter le 22 mars 2017 l'autorisation pour la Première ministre écossaise Nicola Sturgeon de réclamer un référendum pour l'indépendance du pays,.   
L'attaque se produit pendant une session parlementaire britannique sur le système des retraites. Theresa May venait d'achever son intervention pour la séance des questions au gouvernement et a quitté la Chambre des communes. À 14 h 40, elle se trouve dans le lobby central du Parlement, à 100 mètres du lieu de l'attaque.

## Déroulement des faits

Parcours de l'assaillant.

Le 22 mars 2017 vers 14 h 40, une Hyundai Tucson (ou, selon les médias, une Hyundai i40) grise s'engage sur le pont de Westminster. Le véhicule double un bus à impériale par la gauche et roule sur le trottoir, fauchant une vingtaine de passants sur le pont lui-même. Andreea Cristea, une touriste roumaine de 31 ans qui visite la ville avec son compagnon, tombe dans la Tamise où elle est repêchée vivante mais grièvement blessée (elle mourra à l'hôpital au début du mois d'avril). L'assaillant passe le pont et finit sa course juste après Big Ben en s'encastrant dans la grille Nord du palais de Westminster, siège du Parlement. En s'encastrant dans la grille, il fauche 3 lycéens français venus en voyage scolaire à Londres.   
Le conducteur descend de son SUV, armé d'un couteau, et court jusqu'à l'entrée ouest du palais de Westminster, entrée principale du Parlement, le New Palace Yard. Il poignarde Keith Palmer, membre de la garde de Protection Diplomatique et Parlementaire, en faction et non armé, et pénètre dans la Cour du Palais avant d'être abattu par deux coéquipiers de Palmer, officiers en civil qui, eux, sont armés,. Cet acte terroriste « low cost » est commis en 82 secondes avec une voiture et un couteau.
Le député Tobias Ellwood, ancien soldat, qui a lui-même perdu un frère lors d'un attentat à Bali en 2002, porte les premiers secours au policier poignardé alors qu'il se trouvait à quelques mètres de ce dernier. Une photographie le montrant en train de pratiquer une réanimation cardiopulmonaire avec du sang sur le visage et les vêtements, après qu'il a essayé d'arrêter l'hémorragie, fait le tour du monde. Une autre photographie montre les secours qui tentent de réanimer le terroriste.
La séance parlementaire est suspendue et les députés sont confinés à l'intérieur de la Chambre du palais de Westminster. La Première ministre Theresa May est évacuée vers le 10 Downing Street. Un peu plus tard, Mme May annonce que la séance du Parlement sera reconduite au lendemain.
L'attaque présente des similitudes avec la fusillade du 22 octobre 2014 à Ottawa contre le Parlement canadien par un sympathisant de l’État islamique. L’assaillant Michael Zehaf-Bibeau avait d'abord tiré sur le caporal Nathan Cirillo en faction devant le Monument commémoratif de guerre, avant de pénétrer à l’intérieur du bâtiment où il est abattu après un échange de coups de feu.

## Victimes
Cinq personnes sont tuées par l'assaillant, lui-même abattu. Les cinq personnes tuées par le terroriste sont trois Britanniques, un Américain et une Roumaine : Aysha Frade, professeure britannique d'origine espagnole et chypriote de 43 ans ; un touriste américain, Kurt Cochran, ingénieur et musicien, 54 ans ; Leslie Rhodes, un ancien laveur de vitres de 75 ans qui meurt de ses blessures à l'hôpital ; et Andreea Cristea, Roumaine de 31 ans qui meurt à l'hôpital le 6 avril, sont tous les quatre fauchés par le véhicule ; et le policier Keith Palmer, 48 ans, est poignardé dans l'enceinte du Parlement,.
Au moins 50 blessés sont à déplorer dont plusieurs se trouvent dans un état grave. Par ailleurs, trois lycéens français de Concarneau figurent parmi les blessés,.
Facebook active son dispositif de contrôle d'absence de danger (Safety Check).
| Nationalité                    | Morts | Blessés | Total |
| ------------------------------ | ----- | ------- | ----- |
| Royaume-Uni                    | 3     | 12      | 15    |
| États-Unis                     | 1     | 1       | 2     |
| Roumanie                       | 1     | 1       | 2     |
| Corée du Sud                   | 0     | 5       | 5     |
| France                         | 0     | 4       | 4     |
| Grèce                          | 0     | 2       | 2     |
| Italie                         | 0     | 2       | 2     |
| Allemagne                      | 0     | 1       | 1     |
| Irlande                        | 0     | 1       | 1     |
| Pologne                        | 0     | 1       | 1     |
| Australie                      | 0     | 1       | 1     |
| Chine                          | 0     | 1       | 1     |
| Portugal                       | 0     | 1       | 1     |
| Inconnus                       | 0     | 16      | 16    |
| Toutes nationalités confondues | 5     | 50      | 54    |

## Enquête
Le terroriste, Khalid Masood, est un Britannique né le 25 décembre 1964 à Dartford, dans le Kent. Sa mère Janet Elms l'élève seule avant d'épouser deux ans plus tard Phillip Ajao, qui lui donne deux demi-frères, Paul et Alex. Selon les médias britanniques, Khalid Masood, habitué aux petits délits, s’est converti à l’islam. Père de famille de trois enfants, il n'était pas connu pour des faits de terrorisme mais, selon un communiqué de la Metropolitan Police Service, il est inculpé à plusieurs reprises, notamment pour agressions (dont blessures graves), « possession d’armes » et atteinte à l’ordre public, des faits commis entre 1983 et 2003,. Sa radicalisation est attribuée selon un de ses amis à un séjour en prison en 2000 ou à des séjours en Arabie saoudite (entre novembre 2005 et novembre 2006, puis entre avril 2008 et avril 2009 et enfin pour un pèlerinage à La Mecque en 2015). D'après la BBC, Masood s'est présenté comme « enseignant » lorsqu'il a loué une Hyundai Tucson une semaine avant l'attaque, à l'agence de location Enterprise Rent-A-Car de Birmingham.
Dans un premier temps, la chaîne britannique Channel 4 puis certains réseaux sociaux avaient accusé le prêcheur islamiste Abu Izzadeen d'être l'assaillant, à tort puisque celui-ci se trouvait en prison depuis 2015 au moment des faits,.
Le lendemain de l'attaque, la police britannique annonce avoir arrêté « huit personnes à six endroits différents, sept à Birmingham (centre de l'Angleterre) et une à Londres, toutes soupçonnées de préparer des actes terroristes. Elle a également mené des opérations à Brighton (sud) et dans le Carmarthenshire, un comté du sud du pays de Galles ». Birmingham est un foyer jihadiste notoire en Angleterre. Theresa May révèle que le terroriste islamiste est un citoyen britannique qui était cité dans une enquête du MI5 pour extrémisme violent menée plusieurs années avant l'attentat, mais il en était selon la première ministre « un personnage périphérique ». La police procède à deux nouvelles arrestations « importantes » dans la nuit du jeudi 23 au vendredi 24 mars. Dix des onze personnes arrêtées sont rapidement relâchées.

## Revendication
Le groupe terroriste État islamique revendique l'attaque le lendemain, via son agence de presse et organe de propagande Amaq. Il s'agit de la première attaque sur le sol britannique revendiquée par l'État islamique.  Toutefois, l'enquête ne permet de mettre en évidence la moindre communication entre l'organisation et le terroriste, ce qui peut laisser penser à une revendication opportuniste.

## Conséquences
Le Parlement écossais interrompt sa séance parlementaire et reporte le vote sur l'autorisation pour Nicola Sturgeon de réclamer un nouveau référendum pour l'indépendance du pays. Le vote est ajourné au 28 mars 2017, la veille du jour où Theresa May doit officiellement invoquer l'article 50 du traité de Lisbonne.
Le 16 juin 2017, le policier Keith Palmer reçut à titre posthume la Médaille de George pour sa bravoure dans l'attaque.

## Réactions
- Allemagne : la chancelière Angela Merkel a évoqué son soutien aux « amis britanniques et à tous les habitants de Londres ». Le président allemand Frank-Walter Steinmeier a réagi dans un communiqué : « En ces heures graves, nous les Allemands nous sentons particulièrement liés au peuple britannique ».
- Autriche : condamnation de l'attaque par le président autrichien Alexander Van der Bellen qui adresse sa sympathie aux familles de victimes.
- Belgique : le Premier ministre Charles Michel fait part de ses condoléances au peuple britannique.
- Canada : condamnation de l'attaque, qualifiée de « lâche » par le Premier ministre Justin Trudeau.
- Espagne : le président du gouvernement espagnol Mariano Rajoy a réagi sur Twitter : « L'Espagne est aux côtés du peuple britannique. Je condamne l'attaque près de Westminster, à Londres. Solidarité avec les victimes ».
- États-Unis : condamnation de l'attaque terroriste et félicitations à la police anglaise pour sa réaction immédiate.
- Finlande : condamnation sur Twitter du Premier ministre finlandais Juha Sipilä : « Je condamne vivement la terrible attaque au Parlement de Londres. Nos pensées vont aux victimes et à leurs familles ».
- France : le président de la République François Hollande exprime sa solidarité et son soutien au peuple britannique.
- Grèce : le Premier ministre Aléxis Tsípras exprime sa solidarité pour cette « attaque aveugle ».
- Italie : le président du Conseil Paolo Gentiloni exprime ses condoléances au peuple anglais et déclare que « l'Italie et le Royaume-Uni se tiennent côte à côte dans la condamnation et dans la riposte ferme à l'encontre de toute forme de terrorisme ».
- Norvège : la Première ministre norvégienne Erna Solberg a réagi sur Twitter : « Terrible de voir une attaque au cœur de la démocratie britannique. Mes pensées vont aux victimes ».
- Pays-Bas : le Premier ministre Mark Rutte s'est dit choqué de l'attaque.
- Pologne : le président polonais Andrzej Duda exprime ses « sincères condoléances aux familles des victimes ».
- Qatar : soutien du Qatar au Royaume-Uni dans « les mesures qu'il prend pour maintenir la sécurité du pays ».
- Roumanie : solidarité et soutien exprimés par le ministère des Affaires étrangères au Royaume-Uni.
- Russie : le ministère russe des Affaires étrangères s'est exprimé sur la chaîne Rossiya 24 : « Nous présentons évidemment nos condoléances et notre compassion à tous ceux qui sont morts. Nous ne soutenons et ne soutiendrons jamais le terrorisme. Nous considérons cela comme un mal auquel il est nécessaire de résister collectivement. Et en ce moment, comme toujours, nos cœurs sont avec les Britanniques et nous partageons leur douleur. ».
- Tunisie : le président de la République tunisienne Béji Caïd Essebsi a adressé une lettre de condoléances à la reine Élisabeth II, condamnant l'attaque terroriste[50]. Une erreur s’est glissée dans la photographie de la reine diffusée dans le communiqué de la présidence sur Facebook, où elle est coiffée d’une couronne provenant de la célèbre série Game of Thrones. Elle a été vite retirée[50].
- Turquie : le Premier ministre turc Binali Yıldırım déclare que « la Turquie et le peuple turc partagent la douleur du Royaume-Uni et de son peuple ».